# Llista de governants de Gènova

Bandera de la República de Gènova

Llista dels governants de la república de Gènova.

## Càrrecs diversos
- Cònsols i podestes 1052-1258
- Guillem Boccanegra, capità del poble 1258-1262
- Humbert Spinola i Conrad Doria, capitans del poble 1270-1291
- Lanfranco de Guardi, Beltran de Ficini i Simon de Gromelle, capitans del poble 1291-1296
- Conrad Doria i Conrad Spinola, capitans del poble 1296-1299
- Opicino Spinola i Bernabé Doria, capitans del poble 1306-1310
- Govern dels tretze ciutadans 1310-1311
- Enric, emperador dels sacre imperi, senyor 1311-1313
- Consell dels vint-i-quatre ciutadans 1313-1314
- Carles Fieschi i Gaspar Grimaldi, capitans del poble 1317-1318
- Joan XII, papa i Robert d'Anjou, senyors 1318-1335
- Rafel Doria i Galeotto Spinola, capitans del poble 1335-1339
- Simone Boccanegra 1339-1344
- Giovanni di Murta 1344-1350
- Giovanni di Valenti 1350-1353
- A Milà 1353-1356
- Simone Boccanegra (segona vegada) 1356-1363
- Gabriel Adorno 1363-1371
- Domenico di Campofregoso 1371-1378
- Antoniotto I Adorno 17 de juny 1378
- Nicoló Guasco 1378-1383
- Federico di Pagana 7 d'abril de 1383
- Leonardo Montaldo 1383-1384
- Antoniotto Adorno (segona vegada) 1384-1390
- Giacomo di Campofregoso 1390-1391
- Antoniotto Adorno (segona vegada) 1391-1392
- Antoniotto di Montaldo 1392-1393
- Pietro di Campofregoso 15 de juliol 1393
- Clemente di Promontorio 15-16 de juliol 1393
- Francesco Giustiniano di Garibaldo 16 de juliol-30 d'agost 1393
- Antoniotto di Montaldo (segona vegada) 1393-1394
- Nicoló Zoagli maig-agost 1394
- Antonio Guarco 17 d'agost-3 de setembre de 1394
- Antonio Adorno (*) 1394-1396
- A França 1396-1409 (rei Carles, senyor de Gènova)
- * Valeran III de Luxemburg comte de Saint Pol i Ligny 1396-1398
- * Antonio Adorno 1397-1399
- * Calville vers 1399-1400
- * Battista Bocanegra 1400-1400/1
- * Jean II Le Meingre "Boucicaut" 1401-1409
- A Montferrato 1409-1413 (marquès Teodor de Montferrato, senyor)
- República: Els vuit rectors, 21-27 de març 1413
- Giorgio Adorno 1413-1415
- Barnaba di Goano 1415
- Tommaso di Campofregoso 1415-1421
- A Milà 1421-1435 (Felipe Maria Visconti)
- vacant 25 de desembre de 1435-28 de març de 1436
- Isnardo Guarco 1436
- Tommaso di Campofregoso (segona vegada) 1436-1437
- Battista di Campofregoso 24 de març de 1437
- Tommaso di Campofregoso (segona vegada) 1437-1442
- República: Els vuit capitans de la llibertat, 1442-1443
- Raffaele Adorno 1443-1447
- Barnaba Adorno 4 de gener-30 de gener de 1447
- Giano di Campofregoso 30 de gener-16 de desembre de 1447
- Ludovico di Campofregoso 1447-1450
- Pietro di Campofregoso 1450-1458
- A França 1458-1461 (rei Carles VII de França, senyor)
- * Joan d'Anjou duc de Calàbria i Lorena 1458-1461
- * Lluís de Laval senyor de Châtillon 1461
- República: Els vuit capitans dels mariners, 9 de març-12 de març de 1461
- Pròsper Adorno 12 de març-16 de juliol de 1461
- Spinetto Campofregoso 18-20 de juliol de 1461
- Ludovico Campofregoso (segona vegada) 1461-1462
- Paolo Campofregoso 14-31 de maig de 1462
- República: Els quatre capitans dels mariners, 31 de maig-8 de juny de 1462
- Ludovico Campofregoso (segona vegada) 1462-1463
- Paolo Campofregoso (segona vegada) 1463-1464
- A Milà 1464-1477
- Govern d'emergència: Ibleto Fieschi i els Vuit Defensors de la Pàtria 20 de març-28 d'abril de 1477
- A Milà 1477-1478
- Govern Provisional: Dotze capitans dirigits per Pròsper Adorno 7 de juliol-25 de novembre de 1478, associats amb Ludovico Campofregoso 23 d'octubre-25 de novembre de 1478
- Battista Campofregoso 1476-1483
- Paolo Campofregoso (segona vegada) 1483-1488
- Als Sforza de Milà 6 de gener-7 d'agost de 1488
- Govern d'emergència: Capitans del Poble, després anomenats Reformadors de la República, 7 d'agost-13 de setembre de 1488
- A Milà 1488-1499
- * Agostino Adorno 1488-1499
- A França 1499-1507 (rei Lluís, senyor)
- * Carles II d'Amboise 1502- ?
- * Filip de Cleves senyor de Ravenstein ? -1506
- * Raúl de Lannoy, senyor de Morvilles 1507
- Paulo Da Novi 10-27 d'abril de 1507
- A França 1507-1512 (Lluís de França, senyor)
- Giano di Campofregoso 1512-1513
- Ottaviano di Campofregoso 1513-1515
- A França 1513-1522 (Francesc I de França, senyor)
- * Antonio Adorno 1513- ?
- * Ottavio Fregoso 1515- ?
- Antoniotto II Adorno 1522-1527
- A França 1527-1528
- * Teodoro Trivulzio 1527-1527/8
- * François de La Tour vescomte de Turena 1528
- Andreu Doria, com a "Censor" 1528-1555

## Càrrec de dux bianyal
- 12 d'octubre de 1528-4 de gener de 1530 Oberto Cattaneo Lazzari
- vacant fins al 4 de gener de 1531
- 1531-1533 Battista Spinola
- 1533-1535 Battista Lomellini
- 1535-1537 Cristoforo Grimaldi Rosso
- 1537-1539 Giovanni Battista Doria
- 1539-1541 Gianandrea Giustiniani Lungo
- 1541-1543 Leonardo Cattaneo della Volta
- 1543-1545 Andrea Centurione Pietrasanta
- 1545-1547 Giovanni Battista di Fornari
- 1547-1549 Benedetto Gentile Pevere
- 1549-1551 Gaspare Grimaldi Bracelli
- 1551-1553 Luca Spinola
- 1553-1555 Giacomo Promontorio
- 1555-1557 Agostino Pinello Ardimenti
- 1557-3 de desembre de 1558 Pietro Giovanni Chiavica Cibo
- 4 de gener de 1559-1561 Girolamo Vivaldi
- 4 de gener de 1561-27 de setembre de 1561 Paolo Battista Giudice Calvi
- 4 d'octubre de 1561-4 d'octubre de 1563 Battista Cicala Zoaglio
- 7 d'octubre de 1563-7 d'octubre de 1565 Giovanni Battista Lercari
- 11 d'octubre de 1565-11 d'octubre de 1567 Ottavio Gentile Odorico
- 15 d'octubre de 1567-3 d'octubre de 1569 Simone Spinola
- 6 d'octubre de 1569-6 d'octubre de 1571 Paolo Giustiniani Moneglia
- 10 d'octubre de 1571-10 d'octubre de 1573 Gianotto Lomellini
- 16 d'octubre de 1573-17 d'octubre de 1575 Giacomo Durazzo Grimaldi
- 17 d'octubre de 1575-17 d'octubre de 1577 Prospero Centurione Fattinanti
- 20 d'octubre de 1579-20 d'octubre de 1581 Nicoló Doria
- 21 d'octubre de 1581-21 d'octubre de 1583 Girolamo de Franchi Tosso
- 4 de novembre de 1583-4 de novembre de 1585 Girolamo Chiavari
- 8 de novembre de 1585-13 de novembre de 1587 Ambrogio di Negro
- 14 de novembre de 1587-14 de novembre de 1589 Davide Vaccari
- 20 de novembre de 1589-15 de novembre de 1591 Battista Negrone
- 27 de novembre de 1591-26 de novembre de 1593 Giovanni Agostino Giustiniani Campi
- 27 de novembre de 1593-26 de novembre de 1595 Antonio Grimaldi Cebá
- 5 de desembre de 1595-4 de desembre de 1597 Matteo Senarega
- 7 de desembre de 1597-15 de desembre de 1599 Lazzaro Grimaldi Cebá
- 22 de desembre de 1599-21 de febrer de 1601 Lorenzo Sauli
- 24 de desembre de 1601-25 de febrer de 1603 Agostino Doria
- 26 de febrer de 1603-27 de febrer de 1605 Pietro de Franchi (Sacco)
- 1 de març de 1605-2 de març de 1607 Luca Grimaldi (de Castro)
- 3-17 de març de 1607 Silvestro Invrea
- 22 de març 1607-23 de març de 1609 Gerolamo Assereto
- 1 d'abril de 1609-2 d'abril de 1611 Agostino Pinello Luciani
- 6 d'abril de 1611-6 d'abril de 1613 Alessandro Giustiniani Longo
- 21 d'abril 1613-21 d'abril de 1615 Tomaso Spinola
- 25 d'abril de 1615-25 d'abril de 1617 Bernardo Clavarezza
- 25 d'abril de 1617-29 d'abril de 1619 Giovanni Giacomo Imperiale (Tartaro)
- 2 de maig de 1619-2 de maig de 1621 Pietro Durazzo
- 4 de maig de 1621-12 de juny de 1621 Ambrogio Doria
- 22 de juny de 1621-22 de juny de 1623 Giorgio Centurione
- 25 de juny de 1623-16 de juny de 1625 Federico de Franchi
- 16 de juny de 1625-25 de juny de 1627 Giacomo Lomellini
- 28 de juny de 1627-28 de juny de 1629 Giovanni Luca Chiavari
- 26 de juny de 1629-26 de juny de 1631 Andrea Spinola
- 30 de juny de 1631-30 de juny de 1633 Leonardo della Torre
- 5 de juliol de 1633-5 de julio de 1635 Giovanni Stefano Doria
- 11 de julio de 1635-11 de julio de 1637 Giovanni Francesco Brignole Sale
- 13 de juliol de 1637-13 de juliol de 1639 Agostino Pallavicini
- 28 de julio de 1639-28 de julio de 1641 Giovanni Battista Durazzo
- 14 d'agost de 1641-19 de juny de 1642 Giovanni Agostino de Marini
- 4 de juliol de 1642-4 de juliol de juliol de 1644 Giovanni Battista Lercari
- 21 de julio de 1644-21 de julio de 1646 Luca Giustiniani
- 24 de julio de 1646-24 de juliol de 1648 Giovanni Battista Lomellini
- 1 d'agost de 1648-1 d'agost de 1650 Giacomo de Franchi (Toso)
- 23 d'agost de 1650-23 d'agost de 1652 Agostino Centurione
- 8 de setembre de 1652-8 de setembre de 1654 Gerolamo de Franchi
- 9 d'octubre de 1654-9 d'octubre de 1656 Alessandro Spinola
- 12 d'octubre de 1656-12 d'octubre de 1658 Giulio Sauli
- 15 d'octubre de 1658-15 d'octubre de 1660 Giovanni Battista Centurione
- 28 d'octubre de 1660-22 de març de 1661 Gian Bernardo Frugoni
- 28 de març 1661-29 de març de 1663 Antoniotto Invrea
- 13 d'abril de 1663-12 d'abril de 1665 Stefano de Mari
- 18 d'abril de 1665-18 d'abril de 1667 Cesare Durazzo
- 10 de maig de 1667-10 de maig de 1669 Cesare Gentile
- 18 de juny de 1669-18 de juny de 1671 Francesco Garbarino
- 27 de juny de 1671-27 de juny de 1673 Alessandro Grimaldi
- 5 de juliol de 1673-4 de juliol de 1675 Agostino Saluzzo
- 11 de juliol de 1675-11 de juliol de 1677 Antonio da Passano
- 16 de juliol de 1677-16 de juliol de 1679 Giannettino Odone
- 29 de juliol de 1679-29 de juliol de 1681 Agostino Spinola
- 13 d'agost de 1681-13 d'agost de 1683 Luca Maria Invrea
- 18 d'agost de 1683-18 d'agost de 1685 Francesco Maria Imperiale Lercari
- 23 d'agost de 1685-23 d'agost 1687 Pietro Durazzo
- 27 d'agost de 1687-27 d'agost de 1689 Luca Spinola
- 31 d'agost de 1689-1 de setembre de 1691 Oberto della Torre
- 4 de setembre de 1691-5 de setembre de 1693 Giovanni Battista Cattaneo
- 9 de setembre de 1693-9 de setembre de 1695 Francesco Invrea
- 16 de setembre de 1695-16 de setembre de 1697 Bendinelli Negrone
- 19 de setembre de 1697-26 de maig de 1699 Francesco Maria Sauli
- 3 de juny de 1699-3 de juny de 1701 Girolamo de Mari
- 7 de juny de 1701-7 de juny de 1703 Federico de Franchi
- 1 d'agost de 1703-1 d'agost de 1705 Antonio Grimaldi Cebá
- 22 d'agost de 1705-22 d'agost de 1707 Stefano Onorato Ferreti
- 9 de setembre de 1707-9 de setembre de 1709 Domenico Maria de Mari
- 14 de setembre de 1709-14 de setembre de 1711 Vincenzo Durazzo
- 22 de setembre de 1711-22 de setembre de 1713 Francesco Maria Imperiale
- 22 de setembre de 1713-22 de setembre de 1715 Giovanni Antonio Giustiniani
- 26 de setembre de 1715-26 de setembre de 1717 Lorenzo Centurione
- 30 de setembre de 1717-30 de setembre de 1719 Benedetto Viale
- 4 d'octubre de 1719-4 d'octubre de 1721 Ambrogio Imperiale
- 8 d'octubre de 1721-8 d'octubre de 1723 Cesare de Franchi
- 13 d'octubre de 1723-13 d'octubre de 1725 Domenico Negrone
- 18 de gener de 1726-18 de gener de 1728 Gerolamo Veneroso
- 22 de gener de 1728-22 de gener de 1730 Luca Grimaldi
- 20 de gener de 1730-20 de gener de 1732 Francesco Maria Balbi
- 29 de gener de 1732-29 de gener de 1734 Domenico Maria Spinola
- 3 de febrer de 1734-3 de febrer de 1736 Stefano Durazzo
- 7 de febrer de 1736-7 de febrer de 1738 Nicoló Cattaneo
- 7 de febrer de 1738-7 de febrer de 1740 Costantino Balbi
- 16 de febrer de 1740-16 de febrer de 1742 Nicoló Spinola
- 20 de febrer de 1742-20 de febrer de 1744 Domenico Canevaro
- 1 de febrero de 1744-1 de febrero de 1746 Lorenzo de Mari
- 3 de març de 1746-3 de març de 1748 Gian Franceso Brignone Sale II
- 6 de març 1748-6 de març 1750 Cesare Cattaneo della Volta
- 10 de març de 1750-10 de març de 1752 Agostino Viale
- 28 de març de 1752-7 de juny de 1752 Stefano Lomellini
- 7 de juny de 1752-7 de juny de 1754 Giovanni Battista Grimaldi
- 23 de juny de 1754-23 de juny de 1756 Gian Giacomo Veneroso
- 22 de juny de 1756-22 de juny de 1758 Giovanni Giacomo Grimaldi
- 22 d'agost de 1758-22 d'agost de 1760 Matteo Franzoni
- 22 de setembre de 1760-10 de setembre de 1762 Agostino Lomellini
- 25 de novembre de 1762-25 de novembre de 1764 Rodolfo Giulio Brignone Sale
- 29 de gener de 1765-29 de gener de 1767 Francesco Maria della Rovere
- 3 de febrer de 1767-3 de febrer de 1769 Marcello Durazzo
- 16 de febrer de 1769-16 de febrer de 1771 Giovanni Battista Negrone
- 16 de marça 1771-16 de març de 1773 Giovanni Battista Cambiaso
- 7 de gener de 1773-9 de gener de 1773 Ferdinando Spinola
- 26 de gener de 1773-26 de gener de 1775 Pier Franco Grimaldi
- 31 de gener de 1775-31 de gener de 1777 Brizio Giustiniani
- 4 de febrer de 1777-4 de febrer de 1779 Giuseppe Lomellini
- 4 de març de 1779-4 de març 1781 Giacomo Maria Brignole
- 8 març de 1781-8 de març de 1783 Marco Antonio Gentile
- 6 de maig de 1783-6 de març de 1785 Giovanni Battista Ayroli
- 6 de juny de 1785-6 de juny de 1787 Gian Carlo Pallavicino
- 4 de juliol de 1787-4 de juliol de 1789 Raffaele de Ferrari
- 30 de juliol de 1789-30 de juliol de 1791 Aleramo Maria Pallavicini
- 3 de setembre de 1791-3 de setembre de 1793 Michelangelo Cambiaso
- 16 de setembre de 1793-16 de setembre de 1795 Giuseppe Maria Doria
- 17 de novembre de 1795-17 de novembre de 1797 Giacomo Maria Brignole (segona vegada)